# Ferdinand Nibler
Ferdinand Nibler (* 13. Juli 1934 in München) ist ein deutscher Physiker.
1968 wurde er an der Technischen Hochschule München mit der Dissertation Experimentelle Untersuchung der nichtohmschen Leitfähigkeit von schwach- bis eigenleitendem Silizium bei hohen elektrischen Feldstärken zum Dr.-Ing. promoviert. Er lehrte bis 1999 als Professor für Technische Elektrizitätslehre am Fachbereich Elektrotechnik der Universität der Bundeswehr München.
Von 1986 bis 1988 war er Vorsitzender der Kreisgruppe München-Stadt im Reservistenverband.

## Schriften (Auswahl)
- Elektromagnetische Wellen. Ausbreitung und Abstrahlung (= Einführung in die Nachrichtentechnik). Oldenbourg, München u. a. 1975, ISBN 3-486-39771-0.
- Hochfrequenzschaltungstechnik. Funktionen und Anwendung von Halbleiterschaltungen und Leitungen in Hochfrequenzschaltungen (= Kontakt & Studium. Bd. 140: Elektrotechnik, Elektronik). export-verlag, Sindelfingen 1984, ISBN 3-88508-969-6. (3. verbesserte Auflage, 1998)
- Ortskurven und Kreisdiagramme. Theorie und Anwendung in der elektrischen Nachrichtentechnik (= Kontakt & Studium. Bd. 191). expert-Verlag, Ehningen bei Böblingen 1987, ISBN 3-8169-0061-5.
- Experimente zum chemischen Anzünder mittelalterlicher Kriegsfeuer auf Kalziumoxidbasis. In: Technikgeschichte 74, 2007, S. 69–81. (PDF)[1]